# بنیارخو
بنیارخو (به اسپانیایی: Beniarjó) یک شهرستان در اسپانیا است که در Safor واقع شده‌است.

## خصوصیات
بنیارخو ۲٫۸ کیلومترمربع مساحت و ۱٬۷۵۹ نفر جمعیت دارد و ۴۸ متر بالاتر از سطح دریا واقع شده‌است.